# Alejandro Grimaldo
Alejandro Grimaldo García (Valência, 20 de setembro de 1995) é um futebolista espanhol que atua como lateral-esquerdo. Atualmente joga pelo Bayer Leverkusen.

## Carreira

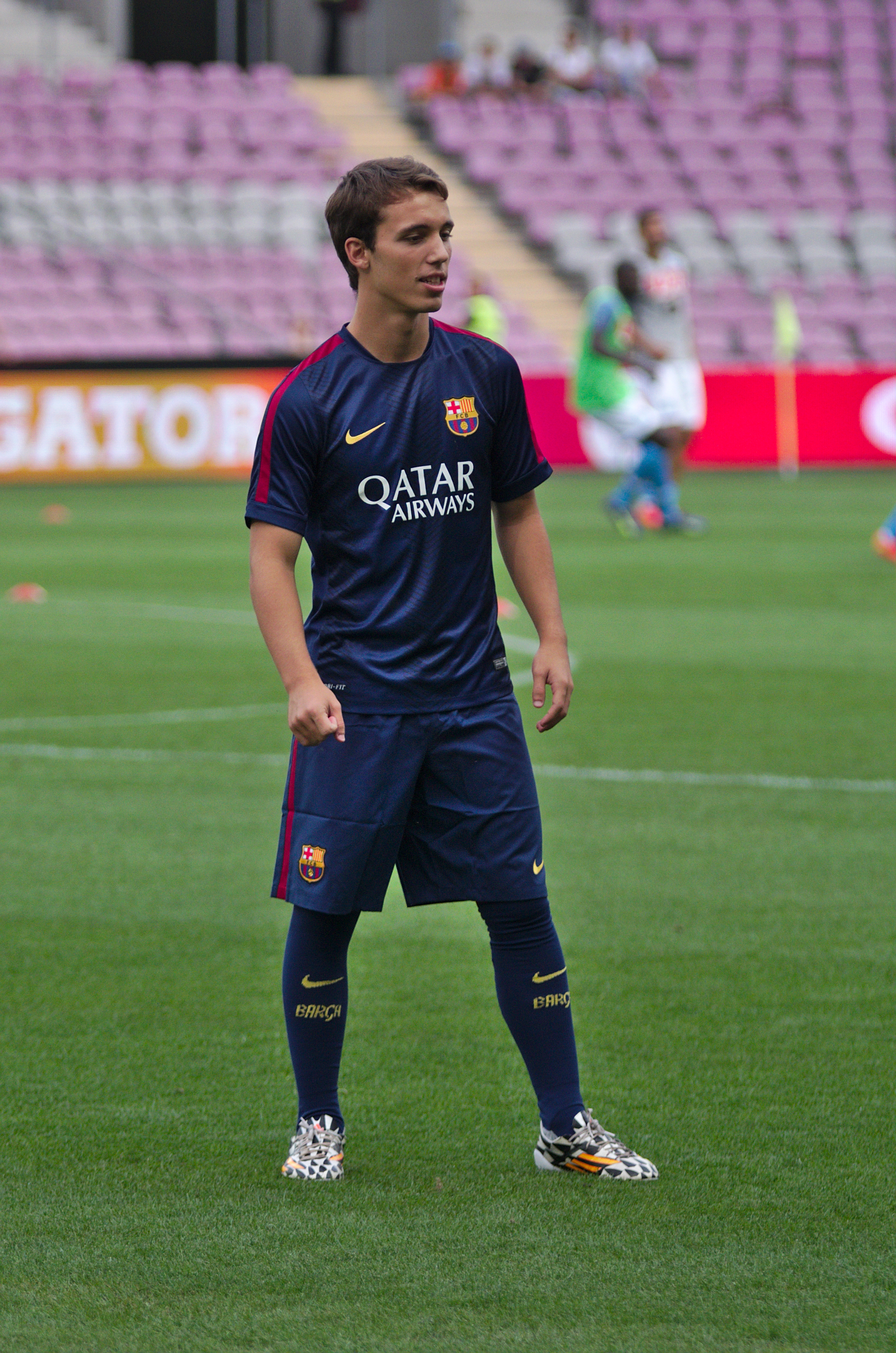
Grimaldo no Barcelona

Grimaldo chegou ao Barcelona em 2008, com 13 anos, vindo do Valencia. Em 4 de setembro de 2011, estreou-se na vitória do Barcelona B contra o Cartagena, com 15 anos e 349 dias, tornando-se no jogador mais novo da Segunda División.
É um jogador rápido, trazendo uma natural velocidade ao corredor, possui um bom remate e é forte na marcação de livres.

### Benfica
No dia 29 de dezembro de 2015, Grimaldo foi oficializado como jogador do Benfica tendo assinado um contrato com o clube até 2021 e custou 1.5 milhões de euros.

#### 2015–16
A sua chegada a Luz coincidiu com o melhor período de Eliseu, sendo por isso pouco utilizado no Campeonato. Mesmo assim, foi o titular no jogo do Titulo e ainda jogou a final da Taça da Liga (em que esteve em bom plano) conquistada pelo Benfica.

#### 2016–17
Grimaldo aproveitou bem a ausência de Eliseu durante a pré-época, devido aos compromissos da seleção portuguesa que ganhou a final do Europeu na França. Com os jogos a titular durante a pré temporada, Álex Grimaldo foi o natural titular do lado esquerdo da defesa na Super Taça Cândido de Oliveira e assumiu-se como titular indiscutível da equipa. Marcou o seu primeiro golo pelo Benfica em jogo da 5.ª jornada do campeonato nacional, frente ao Braga, através de livre direto. Apesar deste bom inicio, o espanhol contraiu uma grave lesão a 23 de Outubro de 2016, ante o Belenenses (jogo onde tambem apontou um tento), permitindo a ascensao tanto de Eliseu como de um adaptado Andre Almeida a titularidade, regressando somente em Abril de 2017, ainda a tempo de realizar um bom final de epoca, despertando a cobica de clubes italianos, com o Napoli a cabeça. Realizou um total de 21 Jogos na temporada, apontando 2 golos.

## Títulos
Benfica
- Primeira Liga:  2015–16, 2016–17, 2018–19 e 2022–23
- Taça da Liga:  2015–16
- Supertaça Cândido de Oliveira: 2016, 2017 e 2019
- Taça de Portugal: 2016–17

Bayer Leverkusen
- Campeonato Alemão: 2023–24
- Copa da Alemanha: 2023–24
- Supercopa da Alemanha: 2024

Seleção Espanhola
- Eurocopa Sub-19: 2012
- Eurocopa: 2024

### Prêmios individuais
- Equipe do torneio do Campeonato Europeu Sub-19 de 2012[2]
- Equipe do Ano da Liga Europa da UEFA: 2018–1

### Líder de assistências
- Bundesliga de 2023–24: (13 assistências)